# Rammsjöstrand
Rammsjöstrand is een plaats in de gemeente Båstad in het Zweedse landschap Skåne en de provincie Skåne län. De plaats heeft 83 inwoners (2005) en een oppervlakte van 14 hectare. De plaats ligt op het schiereiland Bjäre en grenst in het zuiden aan het Skälderviken. De plaats wordt voor de rest voornamelijk omringd door landbouwgrond en de bebouwing in de plaats bestaat voornamelijk uit vrijstaande huizen.
Båstad · Förslöv · Torekov · Grevie · Östra Karup · Västra Karup · Rammsjöstrand · Eskilstorp en Hemmeslövs gård · Kattvik · Killebäckstorp · Axelstorp